# George William Butler
George William Butler (Roswell, 12 de julho de 1854 — Canhotinho, 27 de março de 1919), popularmente conhecido como o Médico Amado, foi um pastor presbiteriano, missionário e médico, responsável pelo avanço do protestantismo presbiteriano no Nordeste.

## Missões, Ministério e Medicina
De origem pobre, graduou-se em medicina pela Universidade de Maryland, no entanto, sentiu-se vocacionado à obra missionária e voluntariou-se como missionário em 1882.
Segundo o Rev. José João de Paula, Butler "foi um dos homens mais amados e um dos mais odiados do nordeste do Brasil. Era amado como médico, porém odiado como missionário". Foi enviado pela "Missão Presbiteriana do Sul dos Estados Unidos" a Recife, Pernambuco, no início de 1883. Lá assumiu o pastorado da igreja Primeira Igreja Presbiteriana de Recife, sob os cuidados do Rev. John Rockwell Smith, tendo Butler dado início à construção do templo.
Butler iniciou a Igreja Presbiteriana em São Luís, no Maranhão, em 1885, tendo organizado a Igreja Presbiteriana de São Luís no ano seguinte. Ficou no Maranhão até 1892. Atuou, também, em Teresina, Piauí. 
Em 17 de dezembro de 1886, Butler obteve, junto à Faculdade de Medicina da Bahia da Universidade Federal da Bahia, em Salvador, a licença para poder atuar como médico. Segundo o Rev. José João de Paula, "um relatório de 1896 diz que no último ano, o missionário fizera, em viagens evangelísticas, quase 7 000 km de trem, 500 km a cavalo, e prestara assistência médica a 1 500 pessoas." Entre suas andanças, um carteiro, sob ordem de um padre, tentou matá-lo. Naquele mesmo tempo, um jagunço avançou para apunhalá-lo, mas foi defendido por Manuel Correia Vilela (Né Vilela), que morrera em seu lugar.
Após os pedidos do Rev. Henry John McCall, foi transferido, pela Missão, para Garanhuns em 1894. Lá batizou muitos novos convertidos, em 1895, dentre os quais o Rev. Jerônimo Gueiros, postumamente cognominado "o Leão do Norte", importante presbiteriano, o pioneiro da família Gueiros a abraçar o protestantismo.
Apesar das perseguições que veio a sofrer do frei Celestino de Pedávoli, Dr. Butler manteve-se firme na disseminação do Evangelho. Com o advento da epidemia da febre amarela, responsável por colher 800 almas em Garanhuns, o Rev. Dr. Butler muito contribuiu para com a saúde local, de modo que serviu-lhe como ingresso para poder propagar ainda mais a Fé Protestante. Posteriormente, o missionário fundou uma escola presbiteriana que veio a ser o Colégio 15 de Novembro, tendo, inclusive, contribuído com um curso teológico que deu origem ao Seminário Presbiteriano do Norte.

## Morte
Muito influente na medicina no Nordeste, até Padre Cícero enviava-lhe doentes para que tratasse. O Rev. Dr. George William Butler morreu aos 27 de maio de 1919, em Canhotinho, Pernambuco. Deixou sete filhos: George, Humphrey, Grace, Janet, Rena, Hilda e Helen.

## Homenagens
Em Recife há a "Rua Doutor George William Butler", no bairro Curado.